# Rimpelrock
Rimpelrock was een Belgisch muziekfestival, voornamelijk voor 50-plussers. Het festival werd in 2002 voor het eerst ingericht en moest tussen de vele muziekfestivals voor jongeren ook een oudere bevolking een festival bieden. Op de affiche stonden jaarlijks nationale en internationale artiesten uit de schlagerwereld en de popmuziek.
Het festival werd georganiseerd door Chokri Mahassine en vond plaats in Hasselt-Kiewit, op de plaats waar hij ook Pukkelpop inricht. De presentatie van het festival was de eerste zes edities en in 2009 in handen van Felice. Ook Ann Reymen (2008), Sergio (2010) en Luc Appermont (2011-2013) presenteerden het festival.
In 2014 moest Rimpelrock plaats ruimen voor het familiefestival 'Summer Swing'.

## Edities
- 2002: 35.000 bezoekers met onder anderen Helmut Lotti, Will Tura, Raymond van het Groenewoud, Kid Creole and the Coconuts. Presentatie: Felice
- 2003: 50.000 bezoekers met onder anderen Helmut Lotti, Will Tura, Freddy Breck, Natalia, Luc Steeno, Lisa del Bo. Presentatie: Felice
- 2004: 40.000 bezoekers met onder anderen Johnny Logan, Gibson Brothers, Dana Winner, Nicole & Hugo, Eddy Wally, Paul Michiels (als vervanger van Rob de Nijs). Presentatie: Felice
- 2005: 50.000 bezoekers met onder anderen Frans Bauer, Rob de Nijs, Will Tura, Tony Christie, The Supremes, Lisa del Bo. Presentatie: Felice
- 2006: 45.000 bezoekers met onder anderen Salvatore Adamo, Leo Sayer, Frans Bauer, Günther Neefs, Willy Sommers, Laura Lynn. Presentatie: Felice
- 2007: 50.000 bezoekers met onder anderen Helmut Lotti, Vicky Leandros, Will Tura, Benny Neyman, Dana Winner, Eddy Wally, Dennie Christian. Presentatie: Felice
- 2008: 40.000 bezoekers met onder anderen Paul Anka, Rocco Granata, Bart Kaëll, Laura Lynn, Frans Bauer, Nicole & Hugo, The Three Degrees, Middle of the Road, Luc Caals. Presentatie: Ann Reymen
- 2009: 30.000 bezoekers met onder anderen Clouseau, Billy Ocean, Lee Towers, Pierre Kartner, Jimmy Frey, Dana Winner, Luc Steeno, Free Souffriau, Christoff en zijn zus Lindsay, Compagnons de la Chanson bestaande uit Johny Voners, Marijn Devalck en Freddy Birset. Presentatie: Felice
- 2010: 35.000 bezoekers met onder anderen: Robin Gibb, Engelbert Humperdinck, Will Tura, Frans Bauer, Tom Waes, Christoff en zijn zus Lindsay, Laura Lynn, Garry Hagger en John Terra. Presentatie: Sergio
- 2011: 30.000 bezoekers met onder anderen Salvatore Adamo, José Feliciano, Natalia, Shakin' Stevens, Jan Smit, Paul Potts, BZN, Pussycat, George Baker, Nick & Simon, Willy Sommers, Sam Gooris. Presentatie: Luc Appermont
- 2012: 27.000 bezoekers met onder anderen Marco Borsato, Tom Jones, Will Tura, The Hollies, Christoff & Vrienden (Dana Winner, Jo Vally, The Sunsets en Lindsay), Luc Steeno. Presentatie: Luc Appermont
- 2013: 18.000 bezoekers met onder anderen Engelbert Humperdinck, Natalia, Björn Again - The ABBA Show, The Barry White Experience, De Romeo's & Jan Smit, Gérard Lenorman, Roxeanne & André Jr. Hazes, Café Flamand, Free Souffriau, Frank Galan. Presentatie: Luc Appermont